# Moings
Moings is een plaats en voormalige gemeente in het Franse departement Charente-Maritime in de regio Nouvelle-Aquitaine en telt 176 inwoners (1999). De plaats maakt deel uit van het arrondissement Jonzac.

## Geschiedenis
Moings fuseerde op 1 januari 2016 met Réaux en Saint-Maurice-de-Tavernole tot de commune nouvelle Réaux sur Trèfle.

## Geografie
De oppervlakte van Moings bedraagt 7,4 km², de bevolkingsdichtheid is 23,8 inwoners per km².
De onderstaande kaart toont de ligging van Moings met de belangrijkste infrastructuur en aangrenzende gemeenten.

## Demografie
Onderstaande figuur toont het verloop van het inwonertal.